# Karakalla

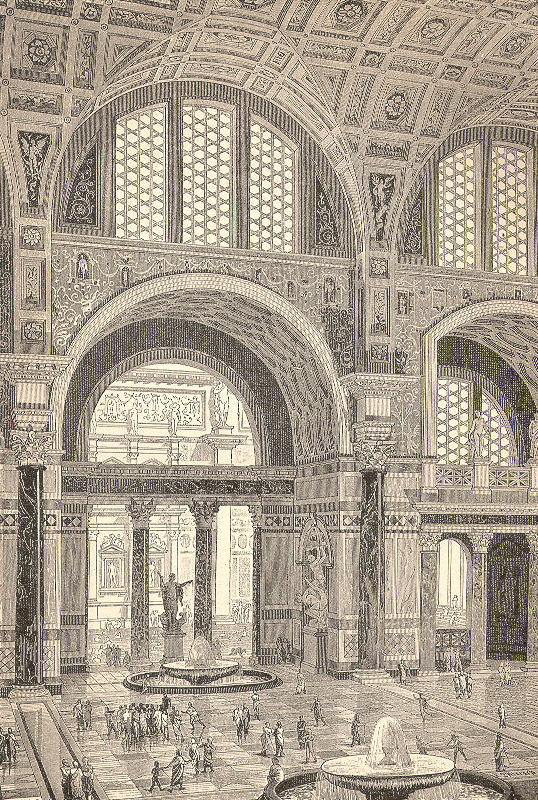
Fragment wnętrza term Karakalli (według XIX-wiecznej rekonstrukcji)

Karakalla (Caracalla), właśc. Lucius Septimius Bassianus, Marcus Aurelius Antoninus Bassianus, po adopcji Marcus Aurelius Severus Antoninus (ur. 4 kwietnia 188, zm. 8 kwietnia 217) – cesarz rzymski od 4 lutego 211 do swojej śmierci. Syn cesarza Septymiusza Sewera i cesarzowej Julii Domny. Współrządził z ojcem, po jego śmierci (krótkotrwale) z młodszym bratem Septymiuszem Getą. Po jego zamordowaniu w roku 212 stał się władcą samodzielnym.

## Imiona i przydomek
Urodził się jako Lucius Septimius Bassianus. Po osiągnięciu wieku 7 lat jego imiona zostały zmienione na Marcus Aurelius Antoninus (ew. Marcus Aurelius Antoninus Bassianus lub Marcus Aurelius Severus Antoninus), gdyż jego ojciec chciał połączyć zapoczątkowaną przez siebie dynastię Sewerów z poprzednio rządzącą dynastią Antoninów.
Znany jest powszechnie pod przydomkiem Karakalla (oryg. Caracalla), który pochodził od nazwy galijskiego płaszcza z kapturem, jaki lubił nosić ten władca. Według Aureliusza Wiktora cesarz miał rozdawać ludności szaty sięgające kostek, stąd właśnie jego przydomek. Oficjalnie jednak go nie używano; w źródłach występuje jego cognomen, czyli Antoninus.

## Małżeństwo
Jego małżonką i augustą przez okres trzech lat była poślubiona w kwietniu 202 Plautylla (Publia Fulvia Plautilla), córka Plaucjana – prefekta pretorianów, przyjaciela i faworyta Septymiusza Sewera. Po wykryciu jego rzekomego spisku i zamordowaniu ojca została skazana na wygnanie na Wyspy Liparyjskie (lub na Sycylię) i tam zgładzona w lutym 211 na polecenie Karakalli. Związek ten był bezdzietny.

## Rządy terroru
Po zabójstwie brata cesarz pozwolił rozpętać falę terroru wymierzonego przeciw stronnikom Gety, w wyniku czego śmierć poniosło do 20 tysięcy osób. Dopuścił wówczas między innymi do zgładzenia prawnika rzymskiego i byłego prefekta pretorianów Emiliusza Papiniana (Aemilius Papinianus) rzekomo za to, iż nie chciał napisać wywodu prawnego uzasadniającego zabójstwo brata.

## Polityka wewnętrzna
Za najważniejsze dzieło jego panowania należy uważać zakończenie procesu unifikacji Italii oraz prowincji poprzez wydanie w 212 (lub 213) Constitutio Antoniniana (tak zwany Edykt Karakalli, którego przygotowanie przypisuje się raczej jego poprzednikowi i ojcu, Septymiuszowi Sewerowi). Edykt ten, nadający pełne prawo obywatelstwa rzymskiego prawie całej wolnej ludności cesarstwa, Karakalla ogłosił zapewne głównie dla zdobycia popularności wśród mas ludności imperium, a także z motywacji fiskalnej (rozszerzenie opodatkowania obywateli rzymskich na większość ludności). Nie umniejsza to jednak jego zasadniczej roli jako aktu wieńczącego politykę unifikacyjną prowadzoną zwłaszcza przez Hadriana i Septymiusza Sewera; poprzez nadanie rzymskiego civitas osiągnięto bowiem połączenie idei solidarności politycznej i wspólnoty religijnej (nakaz modlitw za cesarza do wszystkich bóstw imperium). Dzięki temu Constitutio w znaczący sposób wpłynęła na kierunek dalszego rozwoju społecznego cesarstwa.
W dążeniu do ustabilizowania pieniądza i zrównoważenia deprecjacji denara (zawierającego teraz o 25% mniej srebra), w 214 lub 215 Karakalla w ramach szerszej reformy wprowadził nową monetę wartości 2 denarów, umownie nazywaną od jego cognomen antoninianem. Choć dewaluowana i modyfikowana, przetrwała ona w istocie cały okres wielkiego kryzysu cesarstwa aż do poważnej reformy monetarnej podjętej przez tetrarchów na przełomie III i IV wieku.
W prowincjach cesarz dbał o rozbudowę i utrzymanie sieci dróg. Z okresu jego panowania pochodzi ich mapa obejmująca sieć drogową o długości około 55 tysięcy mil rzymskich, zwana Itinerarium provinciarium Antonini Augusti. W samym Rzymie dokończył po ojcu budowę term zwanych antoniniańskimi (thermae Antoninianae) przy Via Appia, u stóp Awentynu. Oddane do użytku mieszkańców Wiecznego Miasta w 216, były pierwszymi z wielkich łaźni Rzymu budowanych w III-IV stuleciu.

## Polityka zewnętrzna
W polityce zewnętrznej Karakalla musiał tradycyjnie bronić granicy (limesu) nad Renem i Dunajem oraz prowadzić wojnę z Partami. Gdy na odcinku limesu retyckiego i górnogermańskiego pojawił się nowy przeciwnik w postaci germańskiego plemienia Alamanów, Karakalla odniósł nad nim jesienią 213 znaczące zwycięstwo, co pozwoliło mu przybrać tytuł Germanicus Maximus. W następnym roku cesarz zwycięsko rozprawił się z Karpami nad dolnym Dunajem. W 215 rozpoczął konflikt z Partami nieudanym uderzeniem na Armenię wojsk pod dowództwem jego wyzwoleńca Teokryta. Przed rozpoczęciem głównego uderzenia w 216, cesarz krwawo spacyfikował zbuntowaną Aleksandrię, której mieszkańcy zapewne odmawiali zwiększonych świadczeń na wyprawę wschodnią.
Jako gorliwy naśladowca Aleksandra Wielkiego, Karakalla zamierzał połączyć cesarstwo rzymskie z imperium Partów – w tym celu zażądał ręki córki Króla Królów Artabana IV. Otrzymując odmowę rozpoczął wojnę z Partami i przyłączył Armenię do imperium jako nową prowincję. W 217 udając się z Edessy na wojnę został zamordowany z inspiracji prefekta pretorianów – Makryna pod Carrhae (dzisiejszy Harran w Turcji). 
Mimo oporu senatorów i zamiaru uznania go za nieprzyjaznego (hostis), nastroje panujące w armii oraz presja wojska zmusiła senat do uznania go pośmiertnie za „boskiego” (divus) jeszcze za rządów Makrynusa. Jego następca Heliogabal potwierdził tę deifikację tytułem divus Magnus Antoninus i wybiciem odpowiednich monet konsekracyjnych (prochy Karakalli złożono w mauzoleum Hadriana).